# Fijisch rugby sevensteam (vrouwen)
Het Fijisch rugby sevensteam is een team van rugbyers dat Fiji vertegenwoordigt in internationale wedstrijden.
Ze spelen in een wit shirt met een zwarte broek en zwarte kousen.

## Wereldkampioenschappen
Fiji werd negende in 2013
- WK 2009: Niet gekwalificeerd
- WK 2013: 9e
- WK 2018: 11e
- WK 2022: 5e

## Olympische Zomerspelen
Fiji werd achtste op het Olympische debuut van Rugby Seven 
- OS 2016: 8e
- OS 2020:
- OS 2024: 12e